# مهیار شادروان
مهیار شادُروان زاده ۱۳۵۰ در رشت)، خوانندهٔ و مدرس آواز ایرانی است. مهیار شادروان از شاگردان محسن کرامتی در آواز ایرانی شناخته می‌شود. وی از مدرسین ردیف آواز ایرانی به سبک حسین طاهرزاده است.

## فعالیت حرفه ای
مهیار شادروان از شاگردان محسن کرامتی در آواز ایرانی شناخته می‌شود. وی همچنین از محضر افرادی چون حسین عمومی، محمد رضا شجریان، فریدون مشیری، بیژن ترقی، منوچهر همایون‌پور، قدمعلی سرامی در زمینه آوازایرانی و تلفیق شعر و موسیقی بهره‌مند بوده‌است. آواز مهیار شادرون در کارگاه تخصصی آواز در سال ۱۳۷۷ در محضر محمد رضا شجریان، تحسین استاد شجریان را برانگیخت. وی از سال ۱۳۷۷ به توصیه استاد خود محسن کرامتی به آموزش آواز ایرانی می‌پردازد. شادروان در طی سال‌های فعالیت خود با گروه‌های چون نفیر، داروک، فاخته، پالیز، طیفور و نیز برخی هنرمندان ترکیه همکاری داشته‌است. از کارهای ارکسترال او می‌توان به پوئم سمفونی «کاروان عشق» با گروه ارکستر بزرگ «ساربانگ» و کنسرت یادواره علی تجویدی با ارکستر زهی چنگ اشاره کرد. او همچنین از خوانندگان و بازیگران روایت اپرت «لیلی و مجنون» بود که در سال ۱۳۹۶ درسالن تیاتر شهرزاد به عنوان اولین نمایش اپرت ایرانی پس از انقلاب بر روی صحنه رفت.

## آلبوم‌ها
- «گوشه‌های نهان صبح» (سال ۱۳۸۴ در دستگاه نوا) با آهنگسازی و نوازندگی سیروس جمالی
- عشق و شب و شیدایی (آلبوم)(۱۳۸۷ مجموعه کلام گذاری بر روی رنگ‌های موسیقی ایرانی)
- «خانه ام ابریست» (۱۳۹۰در دستگاه نوا و دشتی) با آهنگسازی و نوازندگی سیامک جهانگیری
- «مثل» با نوازندگی و آهنگسازی مورات آیدمیر
- «تریو» با نوازندگی و آهنگسازی مورات آیدمیر
- خیام خوانی با آهنگسازی پیمان سلطانی

## تألیفات
- کتاب «مشق عشق» (پیرامون تلفیق شعر با موسیقی برای هنر جویان آواز)
- کتاب «مروری بر جلوه‌های تشیع در ادب فارسی» (از قرن ۴ تا قرن ۱۰)
- مقالات متعدد در حوزه آسیب‌شناسی موسیقی(منتشره در نشریات)